# Paweł Benoe
Paweł Iferty Benoe herbu Taczała (zm. 18/25 kwietnia 1755, Rogóźno) – kasztelan warszawski w 1749 roku, instygator koronny w 1737 roku, podstarości halicki w 1735 roku, sędzia grodzki halicki w 1735 roku, chorąży kołomyjski w latach 1727–1736, pisarz grodzki halicki w latach 1711–1736, skarbnik podolski w 1717 roku, starosta horodelski w 1748 roku, ablegat, internuncjusz Rzeczypospolitej w Imperium Osmańskim w latach 1742–1743.

## Życiorys
Syn Karola Benoe i Jadwigi Kazanowskiej. Jego ojciec Francuz był architektem i pod koniec lat 70. XVII wieku przybył do Stanisławowa, gdzie został nadwornym architektem Potockich. W 1685 lub 1689 roku za swoje zasługi otrzymał nobilitację szlachecką i herb Taczała.
Paweł ukończył Akademię Stanisławowską. Brał udział w wojnie północnej u boku Józefa Potockiego.
Sędzia kapturowy ziemi halickiej w 1733 roku. Był konsyliarzem konfederacji ziemian halickich, zawiązanej 15 grudnia 1733 roku w obronie wolnej elekcji Stanisława Leszczyńskiego.
Poseł ziemi halickiej na sejm nadzwyczajny pacyfikacyjny 1736 roku.
W 1738 roku zakupił miasteczko Bursztyn, w którym zbudował pałacyk na swą rezydencję. Posiadał 15 wiosek i miasteczek.
Był posłem na sejm 1740 roku z ziemi halickiej. W latach 1742–1743 posłował do Turcji, wysłany przez radę senatu. Znał biegle język turecki, miał między innymi wybadać, jak Turcy zapatrywaliby się na ewentualne współdziałanie z Polską przeciw Rosji. Uzyskał jednak jedynie ogólnikowe potwierdzenie traktatu karłowickiego (1699), a wzbudził tylko podejrzenia w Petersburgu.
Poseł ziemi halickiej na sejm 1744 roku.
18 stycznia 1754 roku podpisał we Lwowie manifest przeciwko podziałowi Ordynacji Ostrogskiej.